# ISO 3166-1
Danh sách các quốc gia ISO 3166-1:
- AD	Andorra
- AE	Các Tiểu vương quốc Ả Rập Thống nhất
- AF	Afghanistan
- AG	Antigua và Barbuda
- AI	    Anguilla
- AL	Albania
- AM	Armenia
- AN	Antille thuộc Hà Lan
- AO	Angola
- AQ	Châu Nam Cực
- AR	Argentina
- AS	Samoa thuộc Mỹ
- AT	Áo
- AU	Úc
- AW	Aruba
- AZ	Azerbaijan
- BA	Bosna và Hercegovina
- BB	Barbados
- BD	Bangladesh
- BE	Bỉ
- BF	Burkina Faso
- BG	Bulgaria
- BH	Bahrain
- BI  	Burundi
- BJ	Bénin
- BM	Bermuda
- BN	Brunei
- BO	Bolivia
- BR	Brasil
- BS	Bahamas
- BT	Bhutan
- BV	Đảo Bouvet
- BW	Botswana
- BY	Belarus
- BZ	Belize
- CA	Canada
- CC	Đảo Cocos
- CF	Cộng hòa Trung Phi
- CG	Congo
- CI 	Bờ Biển Ngà
- CK	Quần đảo Cook
- CL	Chile
- CM	Cameroon
- CN	Trung Quốc
- CO	Colombia
- CR	Costa Rica
- CU	Cuba
- CV	Cabo Verde
- CX	Đảo Christmas
- CY	Síp
- CZ	Cộng hòa Séc
- DE	Đức
- DJ	Djibouti
- DK	Đan Mạch
- DM	Dominica
- DO	Cộng hòa Dominica
- DZ	Algérie
- EC	Ecuador
- EE	Estonia
- EG	Ai Cập
- EH	Tây Sahara
- ER	Eritrea
- ES	Tây Ban Nha
- ET	Ethiopia
- FI 	Phần Lan
- FJ 	Fiji
- FK	Quần đảo Falkland
- FM	Liên bang Micronesia
- FO	Quần đảo Faroe
- FR	Pháp
- GA	Gabon
- GB	Anh Quốc
- GD	Grenada
- GE	Gruzia
- GF	Guyane thuộc Pháp
- GG	Guernsey
- GH	Ghana
- GI 	Gibraltar
- GL	Greenland
- GM	Gambia
- GN	Guinée
- GP	Guadeloupe
- GQ	Guinea Xích Đạo
- GR	Hy Lạp
- GS	Nam Georgia và Quần đảo Nam Sandwich
- GT	Guatemala
- GU	Guam
- GW	Guiné-Bissau
- GY	Guyana
- HK	Hồng Kông
- HM	Đảo Heard và quần đảo McDonald
- HN	Honduras
- HR	Croatia
- HT	Haiti
- HU	Hungary
- CH	Thụy Sĩ
- ID 	Indonesia
- IE 	Ireland
- IL 	Israel
- IM 	Đảo Man
- IN 	Ấn Độ
- IO 	Lãnh thổ Ấn Độ Dương thuộc Anh
- IQ	    Iraq
- IR 	Iran
- IS 	Iceland
- IT	    Ý
- JE	Jersey
- JM	Jamaica
- JO	Jordan
- JP	Nhật Bản
- KE	Kenya
- KG	Kyrgyzstan
- KH	Campuchia
- KI	    Kiribati
- KM	Comoros
- KN	Saint Kitts và Nevis
- KO	Kosovo
- KP	CHDCND Triều Tiên
- KR	Hàn Quốc
- KW	Kuwait
- KY	Quần đảo Cayman
- KZ	Kazakhstan
- LA	Lào
- LB	Liban
- LC	Saint Lucia
- LI 	Liechtenstein
- LK	Sri Lanka
- LR	Liberia
- LS	Lesotho
- LT 	Litva
- LU	Luxembourg
- LV	Latvia
- LY	Libya
- MA	Maroc
- MC	Monaco
- MD	Moldova
- ME	Montenegro
- MG	Madagascar
- MH	Quần đảo Marshall
- MK	Bắc Macedonia
- ML	Mali
- MM	Myanmar
- MN	Mông Cổ
- MO	Ma Cao
- MP	Quần đảo Bắc Mariana
- MQ	Martinique
- MR	Mauritanie
- MS	Montserrat
- MT	Malta
- MU	Mauritius
- MV	Maldives
- MW	Malawi
- MX	México
- MY	Malaysia
- MZ	Mozambique
- NA	Namibia
- NC	Nouvelle-Calédonie
- NE	Niger
- NF	Đảo Norfolk
- NG	Nigeria
- NI 	Nicaragua
- NL	Hà Lan
- NO	Na Uy
- NP	Nepal
- NR	Nauru
- NU	Niue
- NZ	New Zealand
- OM	Oman
- PA	Panama
- PE	Peru
- PF	Polynésie thuộc Pháp
- PG	Papua New Guinea
- PH	Philippines
- PK	Pakistan
- PL	Ba Lan
- PM	Saint-Pierre và Miquelon
- PN	Quần đảo Pitcairn
- PR	Puerto Rico
- PT	Bồ Đào Nha
- PW	Palau
- PY	Paraguay
- QA	Qatar
- RE	Réunion
- RO	România
- RS	Serbia
- RU	Nga
- RW	Rwanda
- SA	Ả Rập Xê Út
- SB	Quần đảo Solomon
- SC	Seychelles
- SD	Sudan
- SE	Thụy Điển
- SG	Singapore
- SH	Saint Helena
- SI 	Slovenia
- SJ	Svalbard (Svalbard và đảo Jan Mayen)
- SK	Slovakia
- SL	Sierra Leone
- SM	San Marino
- SN	Sénégal
- SO	Somalia
- SR	Suriname
- ST	São Tomé và Príncipe
- SV	El Salvador
- SY	Syria
- SZ	Eswatini
- TB	Tây Tạng
- TC	Quần đảo Turks và Caicos
- TD	Tchad
- TF	Vùng đất phía Nam và châu Nam Cực thuộc Pháp
- TG	Togo
- TH	Thái Lan
- TJ 	Tajikistan
- TK	Tokelau
- TL	Đông Timor
- TM	Turkmenistan
- TN	Tunisia
- TO	Tonga
- TR	Thổ Nhĩ Kỳ
- TT	Trinidad và Tobago
- TV	Tuvalu
- TW	Đài Loan
- TZ	Tanzania
- UA	Ukraina
- UG	Uganda
- UM	Các tiểu đảo xa của Hoa Kỳ
- US	Chính phủ liên bang Hoa Kỳ
- UY	Uruguay
- UZ	Uzbekistan
- VA	Vatican
- VC	Saint Vincent và Grenadines
- VE	Venezuela
- VG	Quần đảo Virgin thuộc Anh
- VI 	Quần đảo Virgin thuộc Mỹ
- VN	Việt Nam
- VU	Vanuatu
- WF	Wallis và Futuna
- WS	Samoa
- YE	Yemen
- YT	Mayotte
- ZA	Cộng hòa Nam Phi
- ZM	Zambia
- ZR	Zaire
- ZW	Zimbabwe